# Ceolwulf (Northumbria)

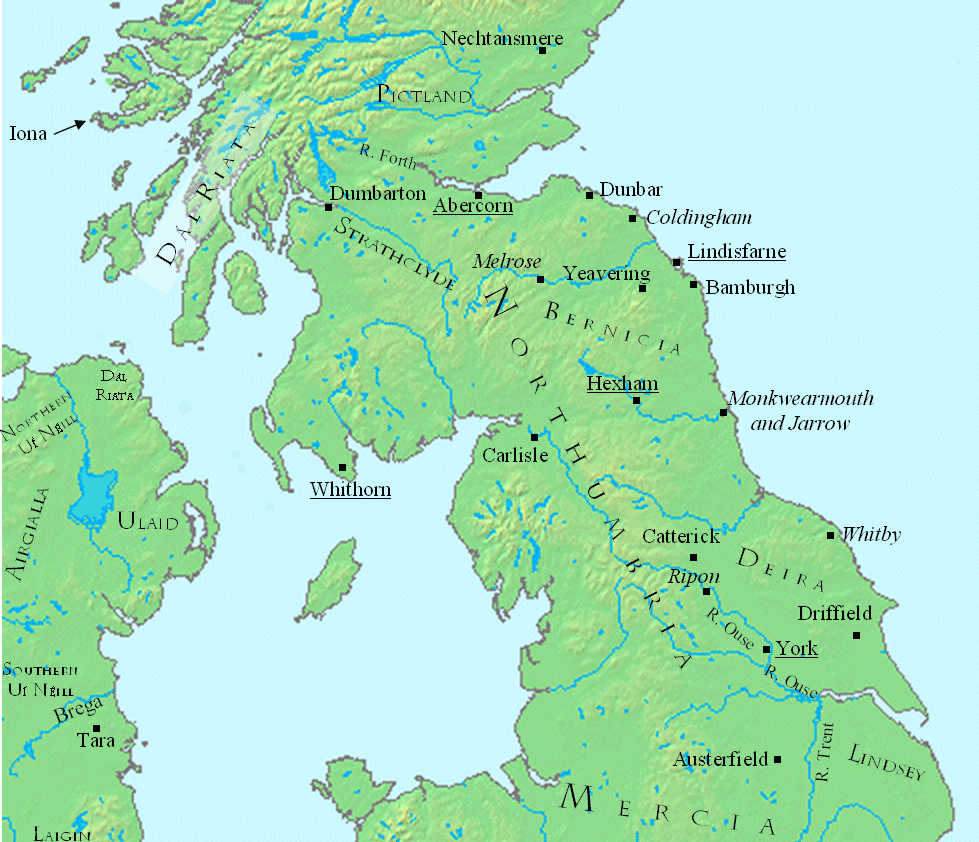
Northumbria zur Zeit Ceolwulfs

Ceolwulf (auch Ceolwulfus, Ceolulf, Ceoluulf, Ceolf, Ciolwulf; * um 700; † 15. Januar 764 in Lindisfarne) war in den Jahren 729 bis 737 König des angelsächsischen Königreiches Northumbria. Er gilt als Heiliger, sein Gedenktag ist der 15. Januar.

## Leben
Ceolwulf war der Sohn des Cuthwine. Er führte seine Herkunft auf Ocga, einen Sohn des Dynastiegründers Ida (547–559/560), zurück und gehörte damit einer Nebenlinie des northumbrischen Herrscherhauses an. Die Angelsächsische Chronik bezeichnet Ceolwulf als Sohn eines Cutha und Enkel Cuthwines.

### Herrschaft
Bis 716 hatten die Nachfahren Æthelrics (568–572) in Northumbria geherrscht. Nach dem Tod Osreds I. (706–716) ging das Königtum an Ceolwulfs älteren Bruder Cenred (716–718) aus dem Haus Ocga über. Nach dessen Tod folgte Osric (718–729) auf den Thron, der wahrscheinlich ein jüngerer Bruder Osreds I. war. Während Osrics Regierungszeit lebte Ceolwulf möglicherweise im Exil. Osric bestimmte kurz vor seinem gewaltsamen Tod am 9. Mai 729 Ceolwulf, den Bruder seines Vorgängers Cenred aus dem Haus Occa (Ocga), das damit endgültig die bisherige Dynastie beerbte, zu seinem Nachfolger. Die wechselhaften innerdynastischen Machtverhältnisse deuten auf politische Instabilität während Ceolwulfs Herrschaft hin. Beda Venerabilis erwähnte, dass Ceolwulfs Amtsantritt und der frühe Verlauf seiner Regierung von schwerwiegenden Widrigkeiten und Rückschlägen geprägt waren, ohne jedoch Einzelheiten zu nennen. Diese Probleme waren innenpolitischer Natur, da mit den Pikten ein offenbar stabiler Frieden geschlossen worden war, die Iren ruhig blieben und die Briten stark geschwächt waren. Beda widmete ihm 731 seine Geschichte der englischen Kirche, die Historia ecclesiastica gentis Anglorum.
Um 731 wurde Ceolwulf von seinen Gegnern in Klosterhaft genommen, ohne dass die Hintergründe deutlich werden. Wenig später kam er frei und gelangte wieder an die Macht. Da kurz darauf die Bischöfe Acca von Hexham und Wilfrid II. von York ihr Amt niederlegten oder von Ceolwulf abgesetzt wurden, ist anzunehmen, dass diese in die Verschwörung gegen den König involviert waren. In York wurde 732 Ceolwulfs Vetter Ecgberht als neuer Bischof eingesetzt und 735 zum Erzbischof erhoben. Vermutlich hatten Ecgberht und sein Bruder Eadberht, der Ceolwulfs Nachfolger werden sollte, großen Anteil an der erneuten Machtübernahme Ceolwulfs. Ceolwulf wird oft als ein großer Förderer von Kirchen, Klöstern und Bildung bezeichnet. Ob er selbst lesen und schreiben konnte, ist jedoch fraglich. Die ihm nachgesagte Gelehrsamkeit kann zeitgenössischen Quellen nicht sicher entnommen werden und wird erst in Schriften des 11./12. Jahrhunderts postuliert.

### Kloster
Im Jahr 737 entschloss sich Ceolwulf, seiner Königsherrschaft zu entsagen. Zu seinem Nachfolger als König setzte er seinen Vetter Eadberht ein. Er trat in das Kloster Lindisfarne ein und übertrug dem Kloster Ländereien bei Warkworth (Northumberland). Chronisten des 11. und 12. Jahrhunderts überlieferten, dass er den Mönchen erlaubt haben soll, Wein und Bier zu trinken. Er selbst verbrachte die letzten 27 Jahre seines Lebens in Lindisfarne, wo er wohl am 15. Januar 764 starb und beigesetzt wurde.

## Verehrung
Am Grab Ceolwulfs sollen sich mehrere Wunder ereignet haben. Die Verehrung Ceolwulfs blieb regional begrenzt. Er bildete keinen eigenständigen Kult aus, sondern war an die Verehrung des Heiligen Cuthbert gebunden. Bischof Ecgred (830–845) verlegte den Bischofssitz zumindest zeitweilig nach Norham-upon-Tweed und überführte den Körper Ceolwulfs dorthin. Bischof Ealdhun (990–1018) verlegte den Bischofssitz im Jahr 995 endgültig von Lindisfarne nach Durham und überführte Ceolwulfs Kopf in die dortige Kirche.